# 栋皮埃尔莱索尔姆
栋皮埃尔莱索尔姆（法語：Dompierre-les-Ormes，法語發音：[dɔ̃pjɛʁ le.z‿ɔʁm]）是法国索恩-卢瓦尔省的一个市镇，属于马孔区。

## 地理
栋皮埃尔莱索尔姆（46°21'41"N, 4°28'54"E）面积30.23 平方千米，位于法国勃艮第-弗朗什-孔泰大區索恩-卢瓦尔省，该省份为法国中部省份，北起顺时针与科多尔省、汝拉省、安省、罗讷省、卢瓦尔省、阿列省和涅夫勒省接壤。
与栋皮埃尔莱索尔姆接壤的市镇（或旧市镇、城区）包括：特里维、马图尔、蒙默拉尔、特朗布利、韦罗夫尔、格罗讷河畔纳武尔。

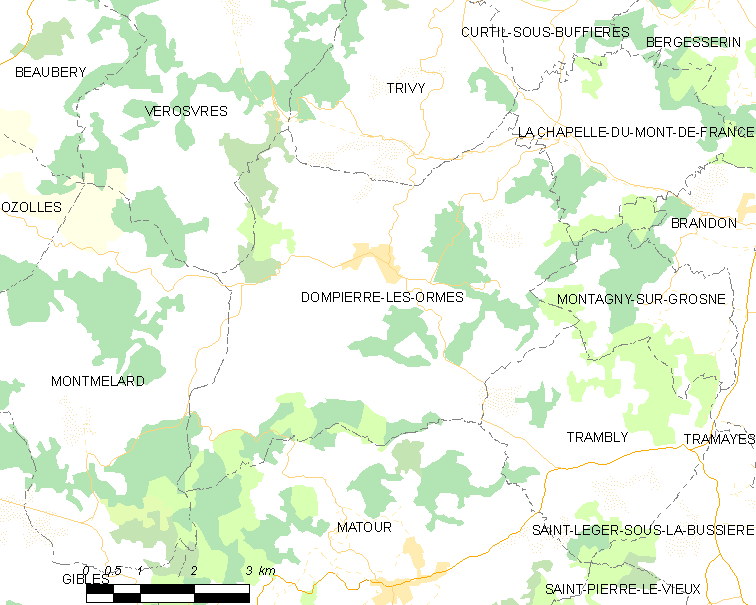
栋皮埃尔莱索尔姆的OSM定位图

栋皮埃尔莱索尔姆的时区为UTC+01:00、UTC+02:00（夏令时）。

## 行政
栋皮埃尔莱索尔姆的邮政编码为71520，INSEE市镇编码为71178。

## 政治
栋皮埃尔莱索尔姆所属的省级选区为拉沙佩勒德甘谢县。

## 人口

1962-2008年间栋皮埃尔莱索尔姆人口变化图示

栋皮埃尔莱索尔姆于2022年1月1日时的人口数量为883人。